# روشدين ودايموندز
نادي روشدين ودايموندز لكرة القدم (بالإنجليزية: Rushden & Diamonds Football Club)‏ نادي كرة قدم إنجليزي يلعب في دوري الدرجة الخامسة . تم تأسيس النادي في سنة 1992 .